# Monument aux morts de Saint-Martin-d'Estréaux
Le monument aux morts de Saint-Martin-d'Estréaux est situé dans le département de la Loire en région Auvergne-Rhône-Alpes.

## Descriptif
Il comporte trois panneaux avec une colonne. Une liste présente les morts de la commune lors de la Première Guerre mondiale avec leur photo. Au milieu de ces noms, une pleureuse a été sculptée en bas-relief. Sur l'autre face du monument, trois panneaux résolument pacifistes. Le panneau de gauche affirme : « Si vis pacem, para pacem », soit « si tu veux la paix, prépare la paix ! ». Le panneau de droite se termine par « Maudite soit la guerre et ses auteurs ! ». Le panneau central dresse un bilan de la guerre, en détaillant les morts (12 millions) et les souffrances des peuples. Enfin avec l'inscription : « des innocents au poteau d'exécution », il y est dénoncé le drame des soldats fusillés pour l'exemple,,,.
Le monument est l'œuvre du sculpteur Jean-Baptiste Picaud de Roanne.

## Histoire
Le monument a été édifié en 1922, les textes gravés en 1922. Afin de respecter le deuil des familles et celui de la patrie, le monument ne fut inauguré qu'en 1947. Ce texte fut l'objet, dans les années trente, de dégradations dont furent accusés les membres de l'Action française.

## Mémoire
Chaque 11 novembre des militants d'associations et de partis politiques de divers horizons viennent se recueillir devant le monument aux morts de la commune de Saint-Martin-d'Estréaux.